# D'ora in poi (film)
D'ora in poi (From Now On) è un film muto del 1920 diretto da Raoul Walsh.

## Produzione
Il film fu prodotto dalla Fox Film Corporation.

## Distribuzione
Distribuito dalla Fox Film Corporation, il film uscì nelle sale cinematografiche USA il 26 settembre 1920.